# Revue

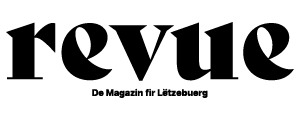
Capçalera de la revista.

Revue és un setmanari il·lustrat luxemburguès en llengua alemanya publicat a Luxemburg. Reveu va néixer el 1945. Va ser publicat per un editor independent i va ser propietat d'una família. El 2000 van vendre el setmanari a l'editorial luxemburguesa Editpress. La revista proporciona notícies en programes de televisió i persones famoses, incloent-hi els membres de la Família Gran Ducal Luxemburguesa.